# ثریا حکمت
آذر مهدی‌قلی‌خانی با نام هنری ثریا حکمت (۴ آذر ۱۳۳۲ – ۲۰ فروردین ۱۳۹۵) بازیگر سینما و تلویزیون اهل ایران بود. او بازی در سینما را از سال ۱۳۵۳ با فیلم «ناجورها» به کارگردانی سعید مطلبی شروع نموده‌است.

## زندگی هنری
ثریا حکمت در آثاری چون «نقطه ضعف»، «تصویر آخر»، «خواستگاری»، «نیش»، «آواز قو» و فیلم به یاد ماندنی «ای ایران» نقش داشته‌است.
آخرین کار او در مقابل دوربین، بازی در سریال‌ کمکم کن سال ۱۳۸۳ بود.

## زندگی سالمندی
او ۱۳ مرداد ۱۳۹۳ در سن ۶۱ سالگی خود اعلام کرد که در نهایتِ تنگدستی زندگی می‌کند. طوری که قادر به تأمین ودیعه مسکن خود نیست و مدتی بعد در چادر زندگی خواهد کرد. ثریا حکمت که روزگاری ستاره‌ای در سینمای ایران بود حال، حتی توان پرداختِ هزینه درمان دندان‌های خود را نیز ندارد. او به نقل از خودش، در مراجعه به وزارت ارشاد حتی خواستار پیش‌خریدی قبرش در قطعه هنرمندان برای فروشش در زمان حیات برای گذران زندگی، تقاضا داده بود. عده‌ای از مردم در پی انتشار دردنامه او خواستار کمک به این هنرمند شده بودند. وی با بیان اینکه در وضعیت مالی خیلی بدی به سر می‌برد گفته بود: بعد از ۳۵ سال کار و ۶۱ سال سن، من را به‌عنوان پیشکسوت قبول ندارند. در نتیجه از چندی دیگر در چادر زندگی می‌کنم.

## سکته مغزی و کما و درگذشت

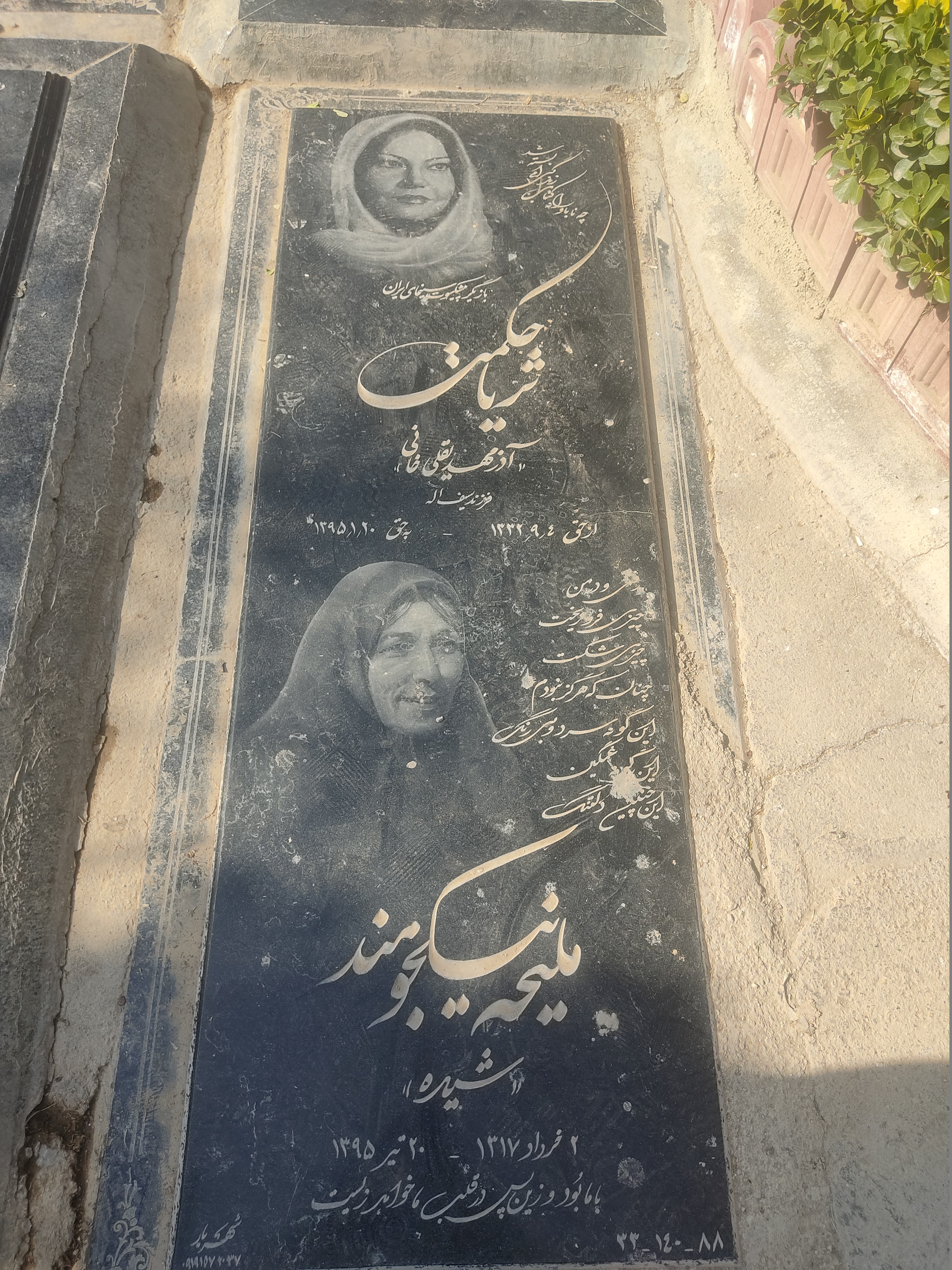
قبر ثریا حکمت در قطعه هنرمندان بهشت زهرا

ثریا حکمت، صبح دوشنبه ۱۶ فروردین ۱۳۹۵، بر اثر سکته مغزی، به کما رفت. گفتنی است؛ ثریا حکمت در اوایل سال ۱۳۹۵ به دلیل مسمویت دارویی به بیمارستان منتقل شده بود که با بهبود نسبی شرایطش ترخیص شد اما بامداد ۱۶ فروردین ماه ۱۳۹۵ به دلیل تشنج بار دیگر به بیمارستان منتقل شد و به کما رفت. ثریا حکمت، در بامداد جمعه ۲۰ فروردین ۱۳۹۵ در سن ۶۲ سالگی به دلیل تشنج و لخته شدن خون درگذشت. پیکر او در کنار مزار مهری مهرنیا در قطعه هنرمندان بهشت زهرا دفن شد.

## فیلم‌شناسی

### سینمایی
‌* واکنش پنجم (۱۳۸۱)
- عروسی مهتاب (۱۳۸۰)
- آواز قو (۱۳۷۹)
- تهاجم (۱۳۷۵)
- ماه پیشونی (۱۳۷۴)
- حالا چه شود! (۱۳۷۳)
- روز دیدنی (۱۳۷۳)
- نیش (۱۳۷۳)
- شاهین طلایی (۱۳۷۲)
- دو همسفر (۱۳۷۱)
- خواستگاری (۱۳۶۸)
- ای ایران (۱۳۶۸)
- بهار در پاییز (۱۳۶۶)
- تصویر آخر (۱۳۶۵)
- جدال در تاسوکی (۱۳۶۵)
- گردباد (۱۳۶۴)
- سمندر (۱۳۶۴)
- جنجال بزرگ (۱۳۶۳)
- مشت (۱۳۶۳)
- شب شکن (۱۳۶۳)
- برزخی‌ها (۱۳۶۱)
- سیم خاردار (نمایش داده نشد- ۱۳۵۹)
- راهی به سوی خدا (نمایش داده نشد- ۱۳۵۸)
- ستیز (۱۳۵۵)
- آلوده (۱۳۵۴)
- ناجورها (۱۳۵۳)

### منشی صحنه
- نقطه ضعف (۱۳۶۲)

### مجموعه تلویزیونی

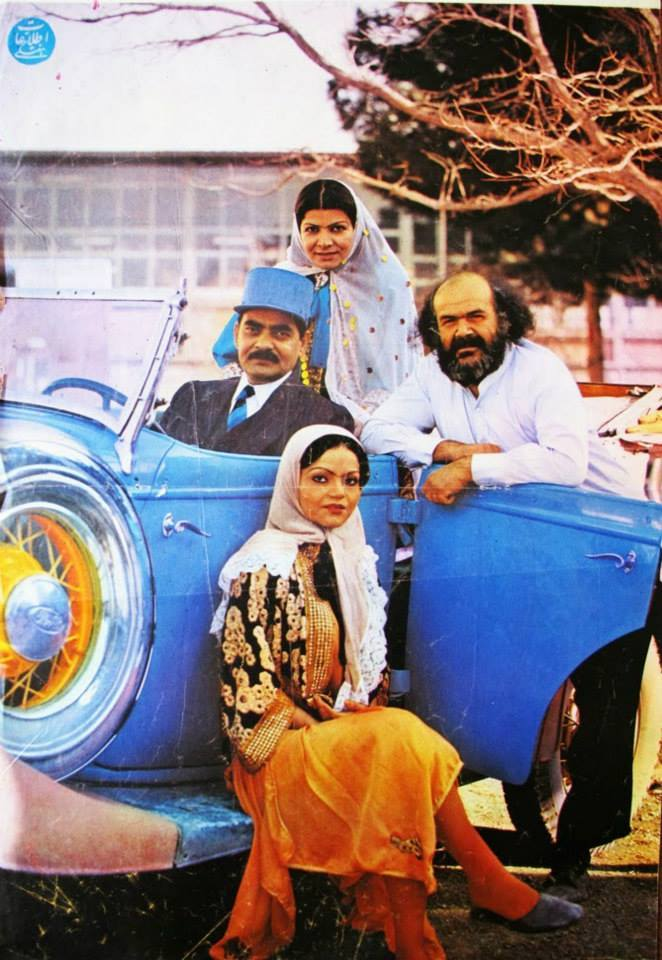
مرد اول

| سال       | مجموعه                | کارگردان         |
| --------- | --------------------- | ---------------- |
| ۱۳۵۵      | مرد اول               | پرویز کاردان     |
| ۱۳۶۳–۱۳۶۲ | ماجراهای آقای خموشیان | سیروس قهرمانی    |
| ۱۳۷۲–۱۳۷۱ | آپارتمان              | اصغر هاشمی       |
| ۱۳۷۲      | گزارش، نقطه صفر       | محسن شاه‌محمدی    |
| ۱۳۷۳–۱۳۷۲ | یک حرف از هزاران      | جهانگیر صمیمی‌فرد |
| ۱۳۷۳–۱۳۷۲ | فاصله                 | مجتبی یاسینی     |
| ۱۳۷۴      | بر سر دو راهی         | مجید بهشتی       |
| ۱۳۷۴      | خاطره‌ها (تله‌تئاتر)    | داریوش مؤدبیان   |
| ۱۳۷۵      | خانه به خانه          | کیانوش عیاری     |
| ۱۳۸۳      | کمکم کن               | قاسم جعفری       |

### فیلم کوتاه
- آن شب (کارگردان غزل بهارستانی) (۱۳۹۴)